# Merritt Wever
Siobhán Merritt Wever, född 7 januari 1980 i New York, är en amerikansk skådespelare.
2013 vann hon en Emmy Award i kategorin Bästa kvinnliga biroll i en komediserie för sin roll som Zoey Barkow i Nurse Jackie.

## Filmografi i urval

### Film
- 2007 – Michael Clayton
- 2007 – Into the Wild
- 2008 – Righteous Kill
- 2009 – The Missing Person
- 2009 – The Messenger
- 2010 – Greenberg
- 2010 – Tiny Furniture
- 2014 – Birdman
- 2025 – Christy

### TV
- 2003 – The Wire (TV-serie)
- 2009–2013 – Nurse Jackie (TV-serie)
- 2013 – New Girl (TV-serie)
- 2017 – Godless (TV-serie)
- 2019 – Unbelievable (Miniserie)
- 2020 – Run (TV-serie)
- 2023 – Tiny Beautiful Things (TV-serie)